# التحالف من أجل الحفاظ على اللغة الإنجليزية في كندا
التحالف من أجل الحفاظ على اللغة الإنجليزية في كندا كانت مجموعة في كندا شنت حملة ضد سياسة الحكومة الكندية ثنائية اللغة الرسمية.
تم تشكيل المجموعة في عام 1977 من قبل إيرين هيلشي موظفة حكومية شعرت أنها تعرضت للتمييز في وظيفتها لأنها لا تتحدث الفرنسية. ومع ذلك كان العضو الأكثر شهرة في المجموعة هو جوك ف. أندرو الذي زعم كتابه ثنائي اللغة اليوم الغد الفرنسي أن ثنائية اللغة كانت جزءًا من مؤامرة حكومية لجعل كندا دولة فرنسية واحدة.
كانت المجموعة الأكثر نفوذاً في أواخر الثمانينيات، حيث شاركت في أنشطة ساهمت في هزيمة اتفاق بحيرة الميش. بالإضافة إلى ذلك شاركت المجموعة في حملة لجعل بلديات أونتاريو تعلن نفسها باللغة الإنجليزية فقط، استجابةً لقانون خدمات اللغة الفرنسية لحكومة أونتاريو. في حين أن القانون لا ينطبق على الخدمات الحكومية البلدية، فقد مثله التحالف على أنها منحدر زلق نحو مثل هذا المطلب لإقناع البلديات بتمرير قرارات باللغة الإنجليزية فقط.
عمل أبيك بشكل وثيق مع حزب اتحاد المناطق وحزب الإصلاح وهما حزبان سياسيان لهما وجهات نظر متشابهة حول ثنائية اللغة ودور كيبيك في الاتحاد.
يدعي التحالف أنها ليست مناهضة للفرنسيين، لكنها تعتقد أن أموال الضرائب تُستخدم بشكل مبذر في الترويج للثنائية اللغوية الرسمية في كندا.
في فبراير 2000 نقلت المنظمة مكتبها الرئيسي إلى تورنتو، وغيرت اسمها إلى الكنديون ضد الظلم ثنائي اللغة. في عام 2001 غيرت المنظمة اسمها مرة أخرى لتصبح الشبكة الكندية للوعي اللغوي.
في الانتخابات الفيدرالية لعام 2000 أنفقت المنظمة ما يزيد قليلاً عن 150.000 دولار كمشارك مسجل من طرف ثالث. تم استخدام معظم الأموال لنشر إعلانات في صحف أونتاريو. لم يتم تسجيل مثل هذه المشاركة في الانتخابات اللاحقة.